# Walnut Township (comté de Jefferson, Iowa)
Walnut Township est un township du comté de Jefferson en Iowa, aux États-Unis,.

## Source de la traduction
- (es) Cet article est partiellement ou en totalité issu de l’article de Wikipédia en espagnol intitulé « Municipio de Walnut (condado de Jefferson, Iowa) » (voir la liste des auteurs).